# 제11회 들꽃영화상
제11회 들꽃영화상은 2024년 5월 29일에 열린 시상식이다.

## 수상 및 후보

### 대상
- 절해고도 - 김미영 수상

### 극영화 감독상
- 괴인 - 이정홍 수상
- 나의 피투성이 연인 - 유지영
- 너와 나 - 조현철
- 드림팰리스 - 가성문
- 비밀의 언덕 - 이지은
- 사랑의 고고학 - 이완민
- 절해고도 - 김미영

### 다큐멘터리 감독상
- 수라 - 황윤 수상
- 206: 사라지지 않는 - 허철녕
- 물꽃의 전설 - 고희영
- 어른 김장하 - 김현지
- 장기자랑 - 이소현

### 민들레상
- 장기자랑 - 이소현 수상
- 두 사람을 위한 식탁 - 김보람
- 퀴어 마이 프렌즈 - 서아현
- 프리 철수 리 - 하줄리, 이성민
- 홈그라운드 - 권아람

### 신인감독상
- 비밀의 언덕 - 이지은 수상
- 괴인 - 이정홍
- 너와 나 - 조현철
- 드림팰리스 - 가성문
- 다섯 번째 흉추 - 박세영
- 그 여름 - 한지원
- 이어지는 땅 - 조희영

### 남우주연상
- 빅슬립 - 김영성 수상
- 괴인 - 박기홍
- 나의 피투성이 연인 - 이한주
- 절해고도 - 박종환
- 사랑의 고고학 - 기윤
- 스프린터 - 박성일

### 여우주연상
- 울산의 별 - 김금순 수상
- 나의 피투성이 연인 - 한해인
- 드림팰리스 - 김선영
- 사랑의 고고학 - 옥자연
- 세기말의 사랑 - 임선우
- 물비늘 - 김자영

### 각본상
- 막걸리가 답을 알려줄거야 - 김다민 수상
- 나의 피투성이 연인 - 유지영
- 사랑의 고고학 - 이완민
- 비밀의 언덕 - 이지은
- 절해고도 - 김미영

### 음악상
- 벗어날 탈 脫 - 박우재 수상

### 촬영상
- 괴인 - 김종선 수상
- 너와 나 - DQM
- 다섯 번째 흉추 - 박세영
- 세기말의 사랑 - 박 로드리고 세희
- 이어지는 땅 - 이진근

### 신인배우상
- 사랑의 고고학 - 기윤 수상
- 괴인 - 박기홍
- 나의 피투성이 연인 - 이한주
- 빅슬립 - 김영성
- 사랑의 고고학 - 옥자연
- 세기말의 사랑 - 임선우
- 지옥만세 - 오우리

### 조연상
- 소풍 - 박근형 수상

### 특별상
- 노란 문: 세기말 시네필 다이어리 - 이혁래 수상

### 프로듀서상
- 프리 철수 리 - 조소나 수상

### 저예산 장르영화
- 만분의 일초 - 김성환 수상